# Menassriat Baladiat Tablat
 (juillet 2017).
Si vous disposez d'ouvrages ou d'articles de référence ou si vous connaissez des sites web de qualité traitant du thème abordé ici, merci de compléter l'article en donnant les références utiles à sa vérifiabilité et en les liant à la section « Notes et références ».
Maillots
Le Menassriat Baladiat Tablat (en arabe : مناصرية بلدية تابلاط), plus couramment abrégé en MB Tablat ou encore en MBT, est un club algérien de football fondé en 1964 et basé dans la ville de Tablat, dans la wilaya de Médéa.
توقف نشاط النادي في موسم 2019 /2020

## Histoire
Le MBT est créé en 1964 sous le nom de l'EST devenu MBT après, nom de l'un des fondateurs de l'équipe  Mr: Menacer. Il évoluera en division inférieure de la ligue d'Alger .évoluent pendant quatre saisons consécutives en deuxième division, de 1984 à 1988. 
Actuellement, le MBT évolue en cinquième division.

## Palmarès
| Compétitions nationales                                                          |
| -------------------------------------------------------------------------------- |
| - Division 3 (1) : - Champion : 1989 (ligue regional de football Centre - Alger) |

- N.B : en 1989 le club échoue en match de barrage pour l'accession en D2[1].
- (Saison 1988-1989 D3 ; 16 victoires, 3 nuls, 6 défaites, 39 buts pour, 34 buts contre [2]

## Anciens entraîneurs
- Rabah Saâdane.
- Noureddine Saâdi.
- Kaïs Omar
- Aouichat Omar
- Messani Chabane
- Fellah Moussa